# توکای دودی
توکای دودی (نام علمی: Turdus nigrescens) یک توکای بزرگ بومی در ارتفاعات کاستاریکا و غرب پاناما است که در گذشته به عنوان سینه‌سرخ دودی شناخته می‌شد.
این پرنده فراوان در مناطق باز و لبه جنگل بلوط به‌طور معمول بالای ۲۲۰۰ متر ارتفاع است. لانه فنجانی سنگینی روی درختی در ارتفاع ۲ تا ۸ متری زمین می‌سازد و ماده بین ماه‌های مارس و مه دو تخم بدون علامت سبزآبی می‌گذارد.